# Hansi Wiens
Hansi Wiens, né le 23 février 1968 à Novossibirsk, est un joueur professionnel de squash représentant l'Allemagne. Il atteint en 1993 la douzième place mondiale sur le circuit international, son meilleur classement. Il est champion d'Allemagne à 9 reprises.

## Biographie
Hansi Wiens est né dans la ville soviétique de Novossibirsk, où son père prisonnier de guerre a dû travailler dans une mine de sel pendant 27 ans. Ce n'est qu'en 1972 que la famille put émigrer en Allemagne. Il est le cadet d'une famille de six enfants. Après avoir obtenu son diplôme d'études secondaires, il suit une formation de mécanicien de précision et poursuit ses études d'informaticien.
Après un passage relativement raté avec les juniors, où il a joué pour le Paderborn SC, Hansi Wiens devient l'un des meilleurs joueurs de squash de la scène allemande. En 1988, il remporte son premier titre de champion d'Allemagne et répète ce succès huit fois jusqu'en 2002. Il a disputé 146 matches pour l'équipe nationale allemande. Hansi Wiens est également actif en tant que joueur professionnel et obtient son meilleur classement mondial avec une douzième place en novembre 1993.
De 1996 à 2003, Hansi Wiens dirige un centre de squash à Bonn avant d'accepter un poste d'entraîneur à Majorque pendant trois ans. Il y rencontre sa future épouse Valeria Vinnikova, avec laquelle il a une fille et un fils. En 2007, le couple  déménage à Toronto avant de s'installer à Hanover (New Hampshire) aux États-Unis. Là-bas, Hansi Wiens est nommé co-formateur au Dartmouth College. Après seulement un an, il est promu entraîneur-chef et est responsable de tous les entraînements de la Ivy League.

## Palmarès

### Titres
- Championnats d'Allemagne : 9 titres (1988-1993, 1995, 1996, 2002)

### Finales
- Championnats d'Europe par équipes : 3 finales (1990, 1993, 1994)